# Eva Hrubá
Eva Hrubá uměleckým jménem Ave Aburh (* 19. června 1951 Nymburk) je česká básnířka, divadelní režisérka, herečka, dramatička, vizuální umělkyně a závodní kanoistka. 

## Život

### Studium, sportovní kariéra
Po absolvování gymnázia v Nymburce pokračovala ve studiu na Střední zdravotnické škole v Praze, obor rehabilitace. V letech 1980–1987 studovala na Lidové škole umění v Praze (dnes Konzervatoř Jaroslava Ježka), obor autorské tvorba, divadlo, poezie a literární žánry. Ve stejné době byla vedoucí Klubu mladých v Nymburce. Od mládí se věnovala rychlostní kanoistice, závodila za TJ Lokomotiva Nymburk, ve 22 letech musela ze zdravotních důvodů sportovní kariéru ukončit. V dalších letech trénovala děti a mládež.

### Umělecká tvorba
V roce 1987 založila pod Středočeskou uměleckou agenturou Praha autorské Divadlo Evy Hrubé. Vystupovala po celé republice s autorským divadlem jednoho herce. Jako režisérka spolupracovala se soubory v Sobotce, Městci Králové a v Nymburce. Její divadelní i režijní pojetí bylo vedeno alternativním směrem, vlastní divadelní kariéru ukončila v roce 2011.
Od roku 2009 vedla Divadelní a literární školu při Městském kulturním středisku Nymburk.
V letech 2019–2024 působila jako moderátorka vlastního pořadu Na dřeň v Rádiu Patriot, které mělo studio v Nymburce. Vzniklo 69 dílů, v některých z nich měla pozvané i hosty, např. kanoistu Martina Fuksu. (Úvodní díl byl odvysílán 14. 3. 2019, závěrečný díl 19. 12. 2024.)
Od mládí píše poezii, vyšlo jí několik básnických sbírek, svými verši přispěla do řady sborníků a dalších publikací. Ve své výtvarné práci se věnuje technice Digital Artu, kombinuje malování s fotografií v digitální podobě.
Často vystupuje na nejrůznějších kulturních scénách, kde interpretuje své texty. Spolupracuje s dramatikem a scenáristou Vlastimilem Venclíkem a dalšími umělci.

## Dílo

### Literární tvorba

#### Básnické sbírky (výběr)
- Koh-i-noor: (výbor z tvorby). [Česko]: Eva Hrubá, 1983. 28 nečíslovaných stran. S grafikou Věry Vovsové.
- Svlačec na bodláčí aneb S touhou na podešvi. Kladno, eLVaN, 1993, 81 stran. Ilustrace Vlasta Libánská.
- Klopýtání – kardiogram blázna. Pardubice: Silueta, 1996. 43 s. ISBN 80-238-2032-X.
- Láska je když... Vyd. 1. Česká republika: Repro type, [1998]. 87 s. ISBN 80-238-2033-8.
- Vteřina z okamžiku. Nymburk, Janova dílna, 2011. Fotografie Eva Hrubá.
- Bezbřehá závrať: kniha o nás, aneb, 22 kroků k sobě. Vydání první. Česko: 2017. 300 nečíslovaných stran. ISBN 978-80-270-6258-4.[9]

#### Příspěvky ve sbornících a jiných kolektivných publikacích (výběr)
- Jen jednou ponejprv: Almanach nejmladší české poezie. 1. vyd. Praha: Mladá fronta, 1981. 150, [6] s. Omega; Sv. 33.
- Petr, Lubomír, ed. Oheň: almanach mladých tvůrců nakladatelství Profil. 1. vyd. Ostrava: Profil, 1981. 335 s.
- Stolařová, Jana. Chebská ladění: Sborníček poezie prací mladých autorů: Met. materiál. Cheb: Knihovna Ladislava Zápotockého, 1985. [48] s.
- Terče mezi terči: (verše proti bombám). [Říčany]: Orego, 1999. 53 s. ISBN 80-86117-27-8.
- Knobloch, Čestmír, ed. Století neznámé buď požehnáno: (dějiny a současnost očima básníků): P.f. 2001. Praha: Výbor národní kultury, 2000. 85 s. ISBN 80-86117-57-X.
- Sýs, Karel, ed. Na druhém břehu: sborník členů Unie českých spisovatelů. Vyd. 1. Říčany: Orego, 2002. 255 s. ISBN 80-86117-88-X.
- Eiblová, Václava et al. Básníci z podkroví. 1. vyd. Praha: Dokořán, 2006. 111 s. ISBN 80-7363-110-5.
- Stibor, Vladimír a kol. Ptáci z podzemí. Vyd. 1. V Praze: Milan Hodek, 2013. 133 s. ISBN 978-80-87688-11-3.[10]
- Stibor, Vladimír a kol. Pastýři noci. Vyd. 1. Hradec Králové: Milan Hodek, 2014. 133 s. ISBN 978-80-87688-22-9.
- Stibor, Vladimír a kol. Rybáři odlivu: almanach české poezie 2015. První vydání. V Hradci Králové: Milan Hodek - Paper Jam, 2015. 167 stran. ISBN 978-80-87688-35-9.
- Řehounek, Jan. Nymburk literární. V Praze: Dauphin, 2016. 293 stran. ISBN 978-80-7272-798-8.
- Čapková, Soňa, ed. Proměny a emoce Mnohochuti. 1. vydání. Jindřichův Hradec: Epika, 2017. 166 stran. ISBN 978-80-7608-105-5
- Stibor, Vladimír a kol. Řeka úsvitu: almanach české poezie 2017. První vydání. V Hradci Králové: Milan Hodek - Paper Jam, 2017. 215 stran. ISBN 978-80-87688-67-0.
- Albrechtová, Blanka et al. Dámská jízda: skupinový portrét jedné generace-negenerace českých básnířek. 1. vydání. Křenovice: Kmen, 2018. 143 stran. ISBN 978-80-906880-9-4.
- Stibor, Vladimír a kol. Delty domovů: almanach české poezie 2019. První vydání. V Hradci Králové: Milan Hodek - Paper Jam, 2019. 137 stran. ISBN 978-80-87688-92-2.
- Stibor, Vladimír a kol. Cesta k hoře úsvitu: almanach české poezie 2020. První vydání. V Hradci Králové: Milan Hodek - Paper Jam, 2020. 148 stran. ISBN 978-80-88372-10-3.
- Stibor, Vladimír a kol. Ohlédni se, nezkameníš: almanach české poezie 2021. První vydání. V Hradci Králové: Milan Hodek - Paper Jam, 2021. 226 stran. ISBN 978-80-88372-15-8.
- Stibor, Vladimír a kol. Chléb pouště: almanach české poezie 2022. [Karlovy Vary]: Václava Rysková, [2022]. 209 stran. ISBN 978-80-907822-8-0.
- Poezie 2023, aneb, Řeky slov. Jindřichův Hradec: Epika, [2023], ©2023. 176 stran. ISBN 978-80-7608-087-4.

#### Divadelní hry (výběr)
- Amatér (1981)
- Proč? (1982)
- Srdce aneb Na schodech je vše (1999)
- Potichu do ticha (2000)
- Vyhoštěný anděl (2004)

### Divadlo Evy Hrubé
- Srdce aneb Na schodech je vše (premiéra 1. února 1999, Hálkovo divadlo Nymburk; autorka, režie Eva Hrubá)[11]
- Potichu do ticha (premiéra 16. března 2000, Hálkovo divadlo Nymburk; autorka, režie, výprava, texty písní, choreografie Eva Hrubá)[12]

### Výtvarné dílo

#### Výstavy
- 09.11.2023-20.12.2023 – Vroucně aneb „ismy“ Evy Hrubé. Hálkovo divadlo Nymburk[13]

## Ocenění
- Nymburský lev II. třídy (1998) – udělený radou Města Nymburka za básnickou a dramatickou tvorbu[14]